# 山田重辰
山田 重辰（やまだ しげたつ）は、安土桃山時代から江戸時代初期にかけての武将。松平忠輝の川中島藩時代の重臣。皆川広照、松平清直（義弟）と共に「上総介殿の三臣」と称された。信濃松代城代を務め、10,000石を領していた。

## 生涯
徳川家康の六男であり長沢松平家宗家に入嗣した頃の松平忠輝は、若気の至りか気性が激しかった。なお、入嗣の際に付随した花井吉成を家老として重用した。
以前より長沢松平家に仕える山田重辰ら生え抜きの旧臣は、それまでの主君であった松平上野介康忠・康直の父子とは気風の違う新たな主君の乱行を諌めようとした。しかし一方で、忠輝に忠実という花井に代表される新参派は主君に同調した。このため、忠輝の乱行は一向に収まる気配がなかった。
そこで慶長14年（1609年）には山田重辰、皆川広照らは忠輝の不行跡を徳川家康に訴えた。しかし、忠輝生母の茶阿局の取り成しもあり、家康は忠輝を罰しなかった。
山田は不行跡を訴えた責任を負い、切腹。また、皆川広照には改易処分、松平清直は減封となった。